# Голер (горы)
Голер (англ. Gawler Ranges) — горы в Австралии, расположенные на территории национального парка Голер-Рейнджес, в 600 км к северо-западу от Аделаиды. Являются северной границей полуострова Эйр.

## География
Горы Голер относятся к одним из древнейших вулканических образований в мире: они появились около 1,5 млрд лет назад. В отдельных местах имеются обширные обнажения вулканического риолита, которые по форме напоминают трубы орга́на. Горы простираются с востока на запад на 160 км, от северной части полуострова Эйр до южного берега озера Гэрднер. Высшая точка, гора Ньюки-Блафф, достигает 465 м. В восточной части Голера находятся богатые месторождения железной руды, которые добываются с начала XX века. Климат в горах варьируется. Среднегодовое количество осадков составляет 295 мм. Максимальная дневная температура составляет 34 °C летом и 19 °C зимой.
В горах обитает 126 видов птиц (в том числе, эму, австралийский клинохвостый орёл, какаду-инка), три из пяти видов кенгуру, вомбаты, поссумы (всего 18 видов млекопитающих, 3 вида лягушек, 33 вида рептилий), 225 видов растений.

## История
Европейским первооткрывателем горного хребта стал английский путешественник Эдвард Джон Эйр, открывший его в 1839 году и назвавший в честь колониального губернатора Южной Австралии, Джорджа Голера. Спустя 18 лет горы Голер были изучены Стивеном Хаком (англ. Stephen Hack), а в 1857 году был заключён первый арендный договор по организации пастбища.
На территории гор расположено несколько исторических мест, в том числе историческая резервация Янтанаби (англ. Yantanabie Historic Reserve) и национальное имение Ярди (англ. Yardea National Estate).